# Баль, Мике
Мике Баль (нидерл. Mieke Bal; род. 14 марта 1946) — нидерландский литературовед, историк культуры, историк искусства. С 1991 года она является профессором по теории литературы Амстердамского университета. Основательница и первый директор Амстердамского института культурологических исследований (Amsterdam School for Cultural Analysis, Theory and Interpretation (ASCA)).

## Биография
Родилась 14 марта 1946 года. В 1977 году защитила докторскую диссертацию по французскому и сравнительному литературоведению в Утрехтском университете. В 1987-1991 годах работала директором постдокторальной программы Института иностранных языков, литератур и лингвистики при Рочестерском университете (Нью-Йорк). С 1991 по 1996 год работала в этом же университете гостевым профессором из визуальных и культурологических студий. С 1991 года главное её место работы — должность профессора в Амстердамском университете.
В 2003 году Мике Баль принимала участие в работе над фильмом об арабских мигрантах во Франции.
В 2004—2005 годах Мике Баль вместе с художником Шарамом Энтекаби подготовила серию видео на тему «миграция»: Glub, Road Movie, Lost in Space, eye contact.

## Научные интересы
В круг научных интересов Баль входят теория литературы, семиотика, культурология, постколониальная и феминистическая теория, романистика, исследования Ветхого Завета, современной культуры, а также культуры XVII века. Труды Баль подверглись воздействию таких учёных, как Джудит Батлер, Юлия Кристева, Гаятри Чакраворти Спивак, Жиль Делёз, Жак Деррида, Хоми Бхабха.
После публикации программной работы «The Practice of Cultural Analysis: Exposing Interdisciplinary Interpretation» (1999) Баль рассматривают как поклонницу реформирования гуманитарных наук в направлении развития нового анализа культуры, что должно происходить на интердисциплинарном уровне, при этом следует избегать определённой методической непрозрачности, упрощений и произвольности, характерных для некоторых подходов в культурологии американского образца (Cultural Studies). В книге представлены как теоретические концепции, так и практические возможности применения такого рода анализа культуры. Книга переведена на немецкий, испанский и китайский языки.

## Избранные публикации
- "Kulturanalyse" (редакторы и авторы послесловия Thomas Fechner-Smarsly и Sonja Neef, 2000, 2002)
- "The Practice of Cultural Analysis: Exposing Interdisciplinary Interpretation" (как редактор, 1999)
- "Quoting Caravaggio: Contemporary Art, Preposterous History" (1999)
- "Hovering Thing between and Event: Encounters with Lili Dujourie" (1998)
- "The Mottled Screen: Reading Proust Visually" (1997)
- "Double Exposures: The Subject of Cultural Analysis" (1996)
- "Reading Rembrandt: Beyond the Word-Image Opposition" (1991, 1994)
- "Lethal Love: Feminist Literary Readings of Biblical Love Stories." (1987)
- "Murder and difference: gender, genre, and scholarship on Sisera's death." (1987)
- "Femmes au risque d'narratologie critique." (1986)
- "De theorie de vertellen en verhalen: inleiding in de narratologie." (1986)
- "En Sara in haar tent lachte-- : patriarchaat en verzet in bijbelverhalen." (1984)
- "Inleiding in de literatuurwetenschap." (mit Jan Van Luxemburg und Grietje van Ginneken, 1981)
- "Literaire genres en hun gebruik." (1981)
- "Theorie De van vertellen en verhalen." (1980), englisch: "Narratology: introduction to the theory of narrative." (1985, 1997)
- "Mensen van papier: over personages in de literatuur." (1979)
- "Narratologie: essais sur la signification narrative dans quatre romans modernes." (1977)
- "La Complexite d'un roman populaire: ambiguite dans «La Chatte»." (1974)